# Foxtrot (lớp tàu ngầm)
Tàu ngầm Đề án 641 (tiếng Nga:Проекта 641 - Proyekta 641) loại tàu ngầm điện-diesel tuần dương được đóng bởi Liên Xô. NATO gọi loại tàu ngầm này là lớp Foxtrot.
Tàu ngầm Đề án 641 được thiết kế để thay thế tàu ngầm Đề án 611 loại có vấn đề trầm trọng vì cấu trúc vô cùng yếu, nó gây ra rất nhiều rung động liên tiếp nhau khi di chuyển khiến nó bị giới hạn về tốc độ di chuyển cũng như độ sâu hoạt động và tốc độ khi lặn. Tàu ngầm Đề án 641 đầu tiên được hạ thủy vào năm 1957 được đưa vào hoạt động năm 1958 và chiếc cuối cùng hoàn tất vào năm 1983. Tổng công có 58 chiếc Đề án 641 được đóng cho hải quân Liên Xô ở bộ phận Sudomekh của xưởng đóng tàu Admiralty (bây giờ là cảng Admiralty) tại St. Petersburg. Các vỏ rỗng của loại tàu này được chế tạo để bán sang các nước khác.
Đề án 641 được cho là một trong những thiết kế tàu ngầm hiện đại nhất khi nó được giới thiệu. Tuy nhiên ba con ốc của nó đặc tại vị trí khiến nó trở nên ồn hơn hầu hết các thiết kế tàu ngầm của phương Tây khi di chuyển. Cùng với việc Đề án 641 là lớp tàu ngầm cuối cùng được giới thiệu trước khi khái niệm thân tàu hình giọt nước được phát triển vốn tạo ra tính thủy động học cao hơn nhiều trong việc lặn. Tàu ngầm Đề án 641 đã hoàn toàn bị lỗi thời khi chiếc cuối cùng trong loại tàu ngầm này được hạ thủy. Hải quân Nga đa cho ra khỏi biên chế chiếc tàu cuối cùng trong Đề án 641 khoảng năm 1995 - 2005, dù vậy hiện nay một số vẫn còn hoạt động ở các quốc gia khác.

## Khủng hoảng tên lửa Cuba
Tàu ngầm Đề án 641 đóng vai trò quan trọng trong cuộc khủng hoảng này. Hải quân Xô Viết đã trang bị 4 chiếc Đề án 641 cho Cuba. Các khu trục hạm Hoa Kỳ đã thả các bom chống tàu ngầm gần các chiếc Đề án 641 để bắt các tàu ngầm này phải nổi lên. Ba chiếc bắc buộc phải nổi lên chiếc còn lại thì ra khỏi tầm của các khu trục hạm. Hoa Kỳ không hề biết rằng các tàu ngầm này được trang bị ngư lôi gắn đầu đạn hạt nhân và sẵn sàng được sử dụng, ngay khi các thông báo của bộ chỉ huy Hoa Kỳ thông báo cho họ biết thì tất cả các tàu khu trục được lệnh rút lui ngay lập tức. Trên tàu ngầm B-59 thuyền trường ra lệnh chuẩn bị phóng ngư lôi vào đội hình của các khu trục hạm Hoa Kỳ tuy nhiên hai hoa tiêu trưởng của tàu trong đó có Vasiliy Arkhipov đã thuyết phục thuyền trưởng là không nên làm thế vì cự ly quá gần nếu bắn sẽ gây hư hại cho chính các tàu ngầm và châm ngòi cho một cuộc chiến hạt nhân khi sự căng thẳng đang lên cao trong khu vực.

## Hoạt động
Hầu hết các tàu ngầm Đề án 641 được thấy hoạt động trong hải quân Liên Xô. Tuy nhiên nó cũng được đóng cho Ấn Độ (8 chiếc từ 1967 đến 1974), Libya (6 chiếc từ 1978 đến 1980) và Cuba (6 chiếc từ 1978 đến 1983). Một số chiếc Đề án 641 được thấy sử dụng trong hải quân Ba Lan và Ukrainian.

## Cất giữ
Một số chiếc Foxtrot được trưng bày tại các viện bảo tàng trên thế giới gồm:
- Chiếc B-15 tại New Westminster ở British Columbia.
- Chiếc B-39 tại viện bảo tàng hàng hải San Diego ở San Diego, California.
- Chiếc B-143 tại công viên hàng hải ở Zeebrugge, Bỉ.
- Chiếc B-427 tại RMS Queen Mary ở Long Beach, California.
- Chiếc B-413 tại Kaliningrad, Nga.
- Chiếc B-39 tại River Medway, Kent.
- Chiếc INS Kursura S20 của Ấn Độ tại bãi biển Rama Krishna, Visakhapatnam.